# Xã Ewing, Quận Holt, Nebraska
Xã Ewing (tiếng Anh: Ewing Township) là một xã thuộc quận Holt, tiểu bang Nebraska, Hoa Kỳ. Năm 2010, dân số của xã này là 436 người.